# Odder By
Odder By er en dansk dokumentarisk optagelse fra 1909 foretaget af Peter Elfelt.

## Handling
Optagelser fra Torvet i Odder og kvægmarked.